# Helgumannen

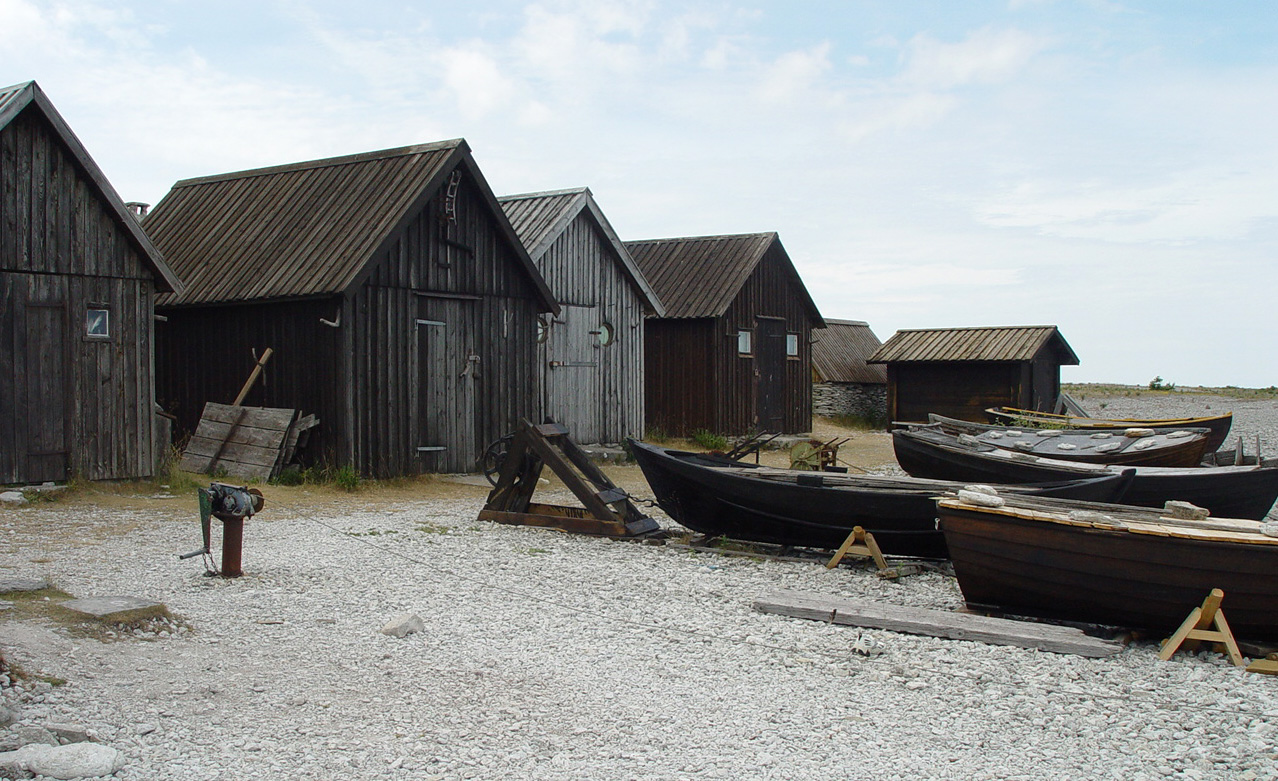
Helgumannen

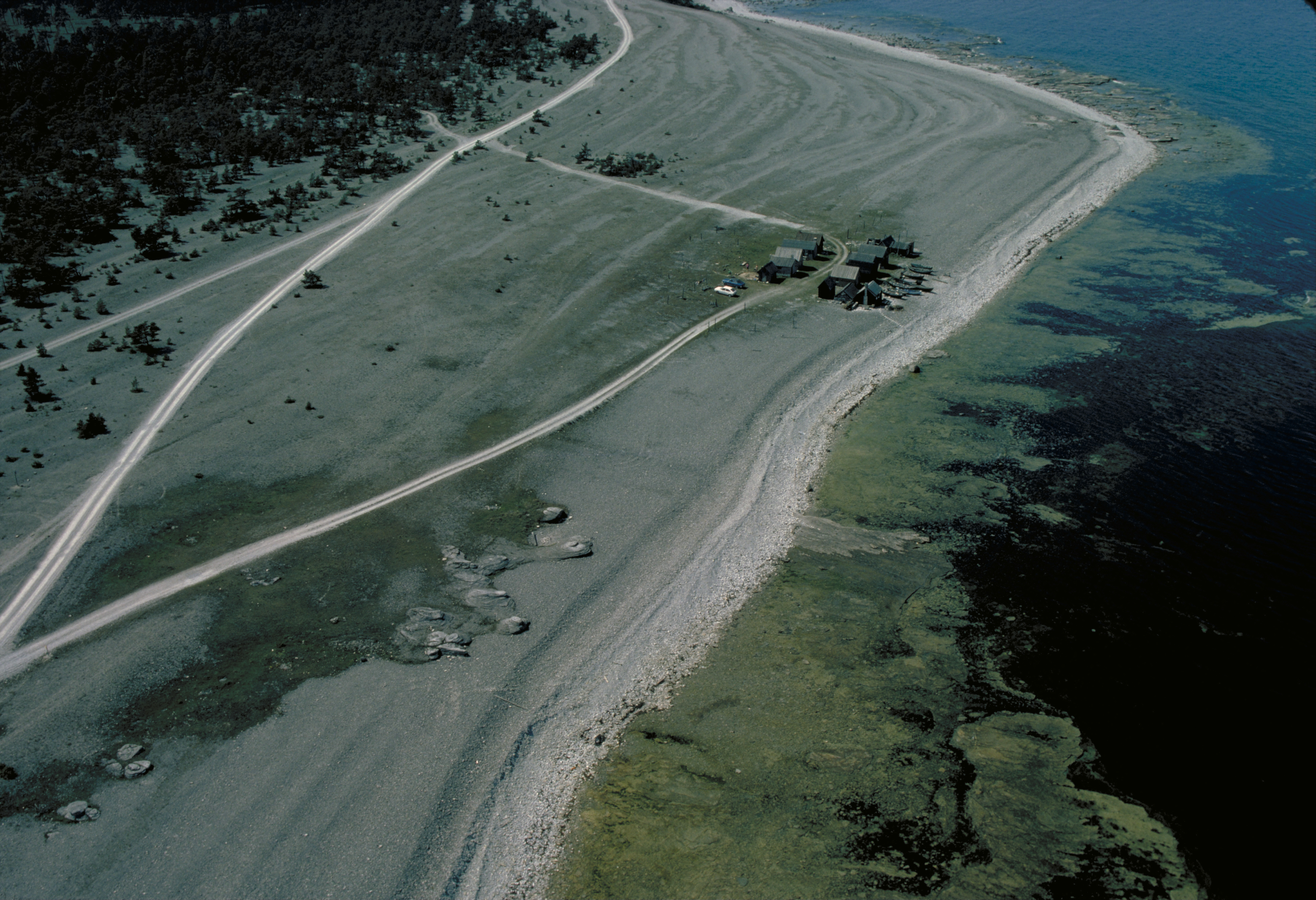
Luffbild des Naturschutzgebietes Digerhuvud mit Helgumannen

Helgumannen ist eine alte Fischerstelle auf der schwedischen Insel Fårö, die nördlich der Insel Gotland liegt. Sie liegt am nördlichen Ende des Naturschutzgebiets „Digerhuvud“, dem größten Raukgebiet Gotlands. Das Fischerdorf ist noch intakt und wird als Beigewerbe für den Fischfang genutzt. Helgumannen besitzt einen Brunnen, der Trinkwasser liefert.
Die Fischerstellen (schwedisch Gotländska fiskelägen) sind für Gotland besonders typisch. Heute gibt es noch etwa 150 in verschiedener Größe. Sie wurden früher in erster Linie saisonal von den an der Küste wohnenden Bauern genutzt. Früher war Helgumannen eine große Fischerstelle. Man harpunierte Dorsche und fing Heringe, indem man die Netze von den Booten auswarf, ohne sie auf dem Grund zu verankern. Reste steinerner Anlandungsvorrichtungen (Slipanlagen) liegen am Ufer. Fischerbuden aus Holz oder gestapelten Steinen mit Bretter- oder Schindeldächern stehen dicht beieinander. Die Steinwände sind nur einige Schichten hoch. Einige Buden sehen altertümlich aus, mit hohen, steilen Dächern, die beinahe bis zum Boden reichen. Hinter den Buden stehen noch die Reste des „Netzgartens“, in dem man die Netze zum Trocknen aufhängte. Es gibt keine Fenster. Der Eingang liegt an der Giebelseite. Hier scheint die vorhistorischen Bauweise erhalten geblieben zu sein.
Um Helgumannen ranken sich Geschichten und einige Fischer sind legendär geworden. So die Frau Bäta-Bol, die um die Mitte des 19. Jahrhunderts vom Fischfang lebte und bis nach Visby gesegelt sein soll, um ihren Fisch zu verkaufen.